# Catalogus Plantarum quae asservantur in Regio Horto
Catalogus Plantarum quae asservantur in Regio Horto (abreviado Cat. Pl. Hort. Boccadifalco) es un libro ilustrado con descripciones botánicas que fue escrito por el botánico italiano Giovanni Gussone. Se publicó en Nápoles en el año 1821 con el nombre de catalogus Plantarum quae asservantur in Regio Horto ... Boccadifalco, prope Panormum. Adduntur nonnullae adnotationes, ac descriptiones novarum aliquot specierum.